# 폴리머 클레이

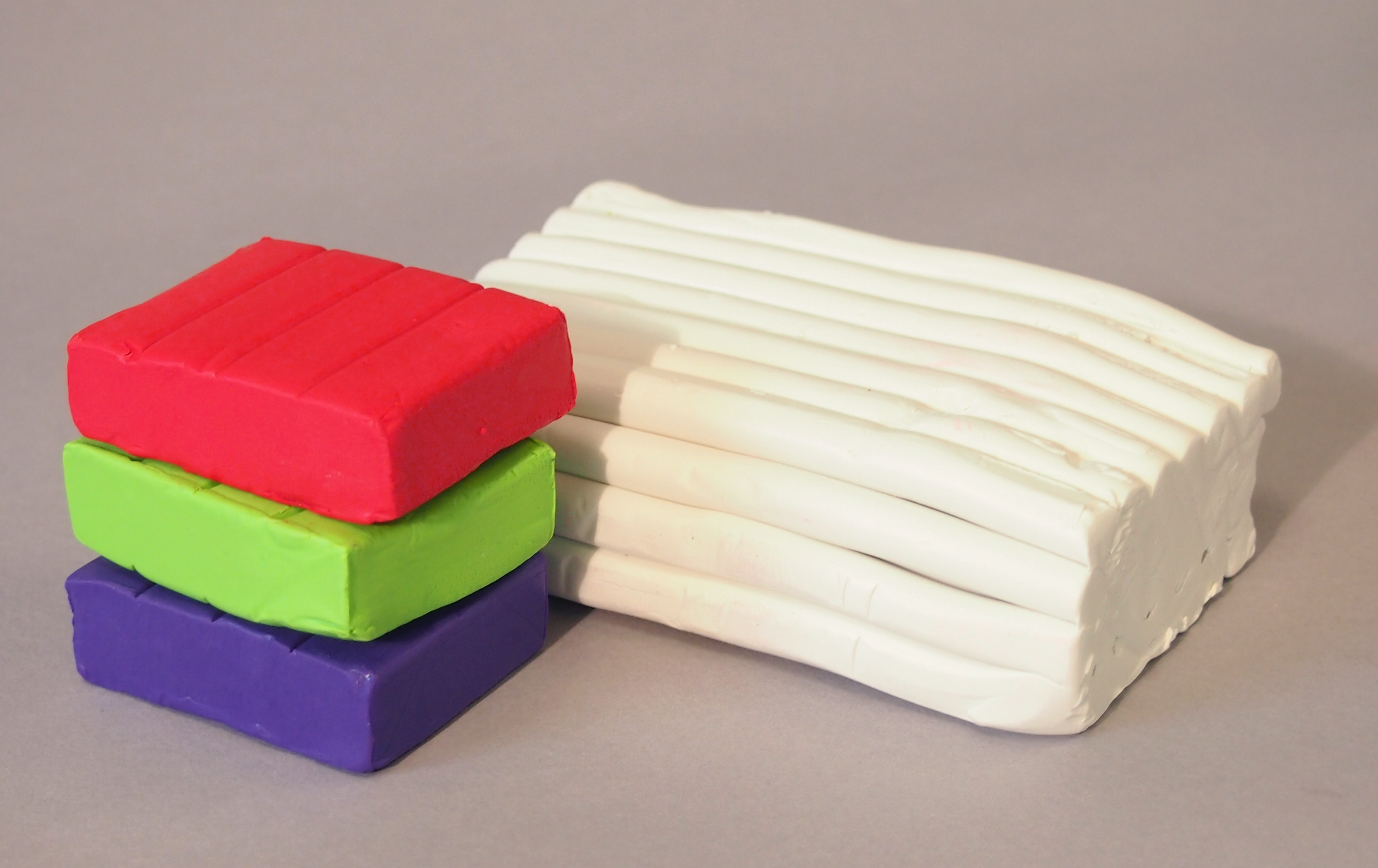

폴리머 클레이(Polymer clay)는 폴리머로 만든 모델링 점토(Modelling clay)이다. 폴리머 클레이는 고분자 폴리염화 비닐(PVC)을 기반으로 하는 경화성 모델링 점토의 일종이다. 일반적으로 점토 광물이 포함되어 있지 않지만 광물 점토와 마찬가지로 젤과 같은 작업 특성을 얻을 때까지 건조 입자에 액체를 추가하고 마찬가지로 부품을 오븐에 넣어 굳혀서 점토라고 부른다. 폴리머 클레이는 일반적으로 예술품과 공예품을 만드는데 사용되며 상업적인 용도로 장식용 부품을 만드는 데에도 사용된다. 폴리머 클레이로 만든 예술품은 현재 주요 박물관에서 볼 수 있다.

## 제품
- 스컬피(Sculpey)